# Jakobstads centralplan
Jakobstads centralplan – wielofunkcyjny stadion w Jakobstad, w Finlandii. Został otwarty w 1971 roku. Może pomieścić 4600 widzów. Swoje spotkania rozgrywa na nim drużyna FF Jaro.